# Detektiven från Beledweyne
Detektiven från Beledweyne är en svensk kriminaldramaserie från 2023 som hade premiär på SVT 10 mars 2023. Serien spelades in i Västra Götaland med start i maj 2022. Serien är regisserad av Zaida Bergroth och Patrik Gyllström och för manus svarade Aron Levander.

## Handling
Inledningsvis kretsar serien kring en ung flickas försvinnande nära ett flyktingförvar, vilket innebär att hela landets uppmärksamhet vänds mot den lilla byn Karkebo i Uppland. Den självgoda och trångsynta juristen Tilda Renström får kunskap om att den för henne okända flykting som hon precis ska utvisa, har en knivskarp blick för brott och ledtrådar. 
Tilda som nyligen fått sparken från sitt jobb som åklagare ser chansen att presentera flyktingens tankar som sina med förhoppningen att kunna få tillbaka sitt gamla jobb. Mannen är villig att hjälpa till, men önskar något i gengäld.

## Roller i urval
- Malin Levanon – Tilda Renström
- Nasir Dhagole – 24:an (Ibraahin)
- Kristofer Kamiyasu – Mats Drevlid
- Richard Sseruwagi – Melvin Bengtsson
- Sandra Medina – Pernilla
- Anna Bjelkerud – Lena Grundén
- Anders Tolergård – Jens Enoksson
- Dag Malmberg – Ralf Jönsson
- Donald Högberg – Teddy Renström
- Hanna Ullerstam – Beata
- Ellen Jelinek – Laila Blixt
- Sofia Rönnegård – Eva Backman
- Mathias Lithner – Dennis